# L'Ouest-Éclair
L'Ouest-Éclair è stato un quotidiano francese fondato a Rennes nel 1899.

## Storia

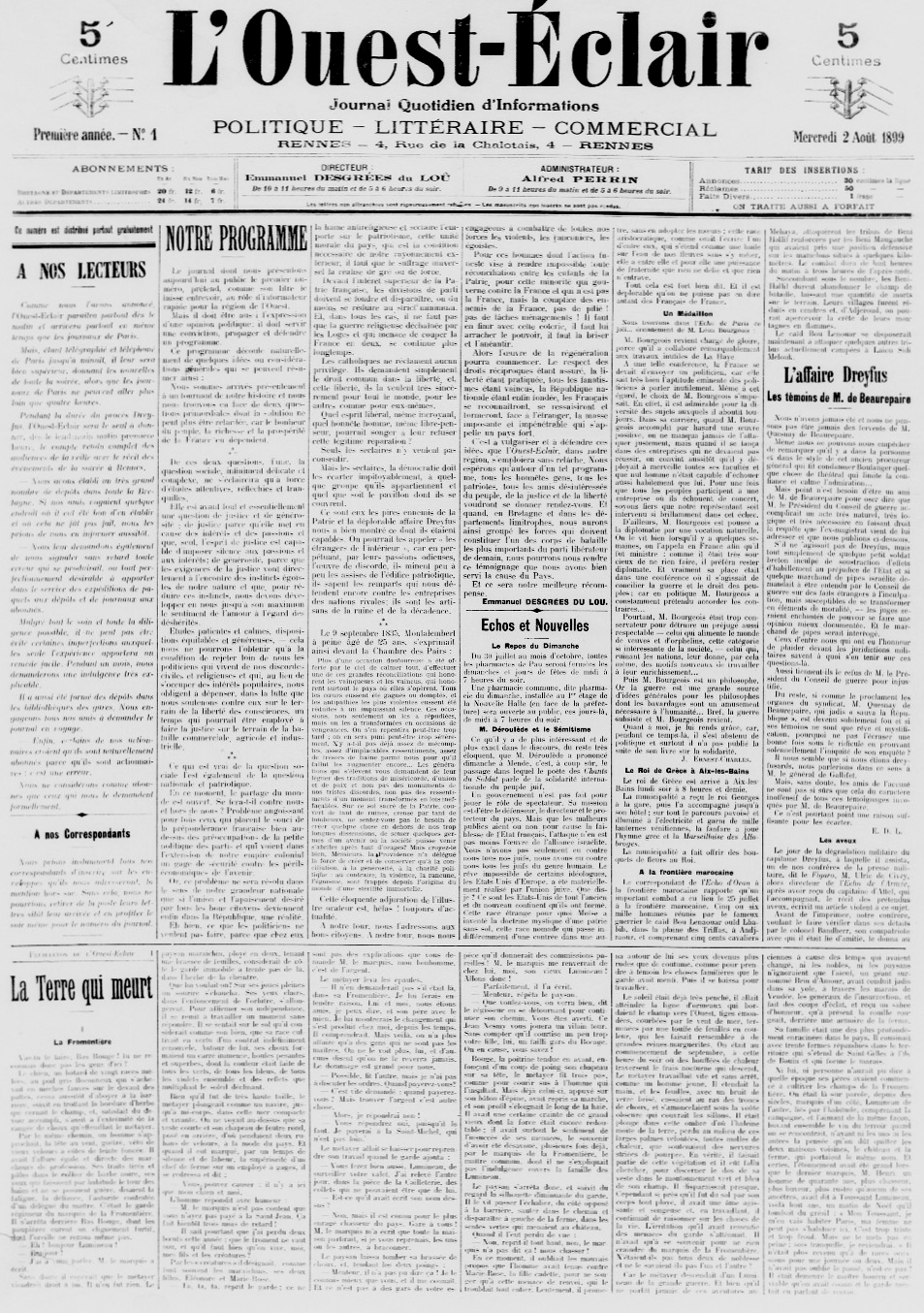
Prima pagina del primo numero de L'Ouest-Éclair

Il primo numero uscì il 2 agosto 1899. Il giornale fu fondato dall'abate Félix Trochu e dall'avvocato Emmanuel Desgrées du Loû, due democristiani il cui obbiettivo era sensibilizzare ai valori della Repubblica l'opinione pubblica della Bretagna, una regione tradizionalmente roccaforte del cattolicesimo più conservatore e sostenitore della Restaurazione della monarchia.
Con lo scoppio della seconda guerra mondiale e l'occupazione tedesca della Francia la redazione de L'Ouest-Éclair si trovò davanti al bivio se autocensurarsi o continuare le pubblicazioni sotto il controllo dei tedeschi. Alla fine si decise di continuare la pubblicazione. Tra chi rifiutò vi fu Paul Hutin-Desgrées, che lasciò immediatamente il suo posto di segretario generale e il giornalista François Desgrées du Loû figlio di Emmanuel.
L'ultimo numero de L'Ouest-Éclair apparve il 1º agosto 1944, poco prima della liberazione di Rennes da parte degli americani e dei combattenti dei partigiani francesi il 4 agosto. L'Ouest-Éclair fu bandito poco dopo per collaborazionismo: verrà rimpiazzato da Ouest-France.